# Janus Hochgesand
Janus Hochgesand (* 31. Dezember 1981 in Dierdorf) ist ein zeitgenössischer deutscher Maler.

## Leben
Janus Hochgesand studierte von 2002 bis 2004 Bildhauerei an der Staatlichen Akademie der Bildenden Künste Karlsruhe bei Andreas Slominski, 2005 an der Esmeralda Escuela Nacional de Pintura y Grabado in Mexiko-Stadt bei Sofia Taboas und anschließend bis 2009 an der Städelschule in Frankfurt als Meisterschüler bei  Tobias Rehberger. Ab 2005 war er regelmäßig in Ausstellungen vertreten und zeigte seine installativen Plastiken in mehreren Ausstellungen im In- und Ausland.
Ab 2015 wandte er sich von der Bildhauerei ab und zur Malerei hin. In Hamburg lebt und arbeitet er seit 2010.

## Werk
Als Malgrund dienen Janus Hochgesand vor allem großformatige Leinwände. Die Gemälde entstehen durch in Schichtungen überlagernd haptisch aufgetragene Ölfarbe, Ölkreide, und reine Farbpigmente. Werkzeuge sind in diesem organischen Prozess des „High Intensity Paintings“ der Körper des Malers, seine Sneakers, bis hin zu Besen und Staubsaugern, sodass Arbeiten mit einer ganz eigenen, autonomen Bildsprache entstehen.

## Preise und Stipendien
- 2009: Absolventenpreis der Städelschule, Frankfurt/Main[5]
- 2010: Arbeitsstipendium der Stiftung Kunstfonds e.V., Bonn
- 2011: Rheinland-Pfalz-Stipendium für die Cité Internationale des Arts, Paris
- 2021: Hamburger Zukunftsstipendium / Hamburgische Kulturstiftung
- 2021: Rheinland-Pfalz Buchförderung

## Ausstellungen
- 2010: New Frankfurt Internationals, Frankfurter Kunstverein
- 2012: Km 500 5, Kunsthalle Mainz, Mainz
- 2014: Junge Rheinland-Pfälzer Künstlerinnen und Künstler Emy-Röder-Preis, Kunstverein Ludwigshafen
- 2015: Vom Großen und Ganzen / Die Sammlung Haus N / Teil 1, Gerisch-Stiftung, Neumünster
- 2019: High intensity painting, Emsdettener Kunstverein, Emsdetten[6]
- 2019: Interaction of color, Künstlerhaus Sootbörn, Hamburg
- 2020: Never stop exploring, Westwerk, Hamburg
- 2021: Muy mucho, Ludwig Museum Koblenz[7][8]